# Graphe triakitétraédrique
Le graphe triakitétraédrique est, en théorie des graphes, un graphe possédant 8 sommets et 18 arêtes.

## Propriétés

### Propriétés générales
Il existe treize graphes correspondant aux squelettes des treize solides de Catalan, les polyèdres duaux des solides d'Archimède. Le graphe triakitétraédrique est l'un d'eux. Les douze autres sont le graphe hexacontaédrique trapézoïdal, le graphe icositétraédrique trapézoïdal, le graphe hexakioctaédrique, le graphe hexaki-icosaédrique, le graphe hexacontaédrique pentagonal, le graphe icositétraédrique pentagonal, le graphe pentakidodécaédrique, le graphe dodécaédrique rhombique, le graphe triacontaédrique rhombique, le graphe triakioctaédrique, le graphe tétrakihexaédrique et le graphe triaki-icosaédrique.
Le diamètre du graphe triakitétraédrique, l'excentricité maximale de ses sommets, est 2, son rayon, l'excentricité minimale de ses sommets, est 2 et sa maille, la longueur de son plus court cycle, est 3. Il s'agit d'un graphe 3-sommet-connexe et d'un graphe 3-arête-connexe, c'est-à-dire qu'il est connexe et que pour le rendre déconnecté il faut le priver au minimum de 3 sommets ou de 3 arêtes.

### Coloration
Le nombre chromatique du graphe triakitétraédrique est 4. C'est-à-dire qu'il est possible de le colorer avec 4 couleurs de telle façon que deux sommets reliés par une arête soient toujours de couleurs différentes. Ce nombre est minimal.
L'indice chromatique du graphe triakitétraédrique est 6. Il existe donc une 6-coloration des arêtes du graphe telle que deux arêtes incidentes à un même sommet soient toujours de couleurs différentes. Ce nombre est minimal.
Il est possible de compter les colorations distinctes du graphe triakitétraédrique. Cela donne une fonction dépendant du nombre de couleurs autorisé. C'est une fonction polynomiale et le polynôme qui lui est associé est qualifiée de polynôme chromatique. Ce polynôme de degré 8 admet pour racines tous les entiers positifs ou nuls strictement inférieurs à 4. Il est égal à : {\displaystyle (x-3)^{5}(x-2)(x-1)x}.

### Propriétés algébriques
Le groupe d'automorphismes du graphe triakitétraédrique est d'ordre 24.
Le polynôme caractéristique   de la matrice d'adjacence du graphe triakitétraédrique est : {\displaystyle (x^{2}-3x-9)(x^{2}+x-1)^{3}}.